# Maigret y la anciana
Maigret y la anciana. Novela del escritor belga, radicado en Francia, Georges Simenon escrita en diciembre de 1949 siendo su principal protagonista el comisario Jules Maigret.

## Trama
El comisario Maigret se desplaza a la localidad costera de Étretat inquietado por la historia que le cuenta la anciana Valentine, por la cual su sirvienta ha muerto debido a un veneno que iba dirigido a ella. En la localidad de Étretat investiga a los hijastros de Valentine y a la inquitante Arlette.
- Datos: Q1885286